# Stefan Staykov
Stefan Staykov (Sofia, 3 de outubro de 1949) é um ex-futebolista bulgaro que atuava como goleiro.

## Carreira
Defendeu apenas um clube em toda sua carreira, o Profesionalen Futbolen Klub Levski Sofia. Esteve no elenco da Bulgária que disputou a Copa do Mundo FIFA de 1974.